# Al-Jura

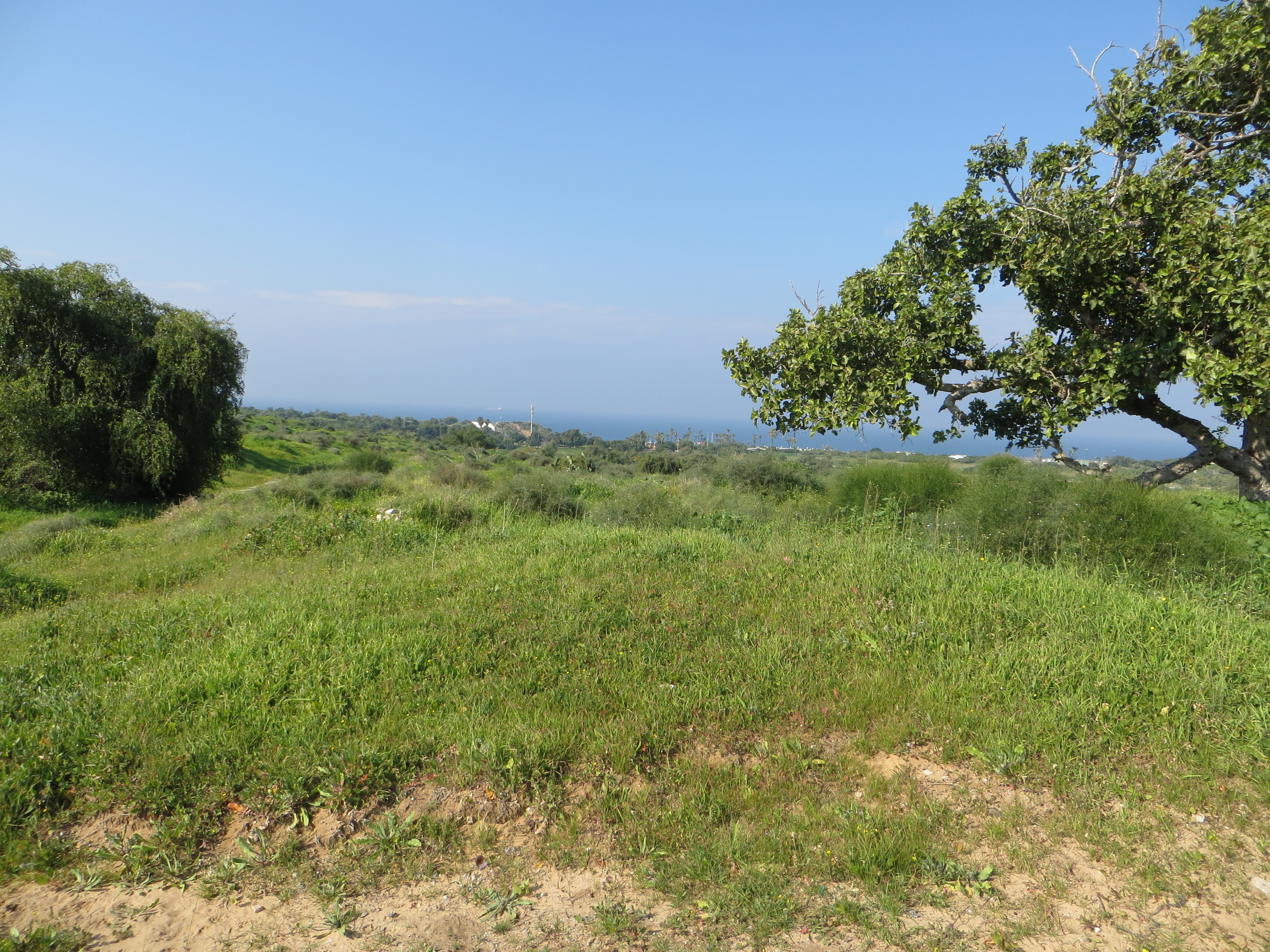
De plaats van het dorp

Al-Jura (Arabisch: الجورة) was een Palestijns dorp dat op een huis na werd verwoest door het Israëlisch leger tijdens de Arabisch-Israëlische Oorlog van 1948 . Het dorp lag twee kilometer van Majdal, vandaag bekend als Asjkelon. In 1945 had het dorp een bevolkingsaantal van 2420 inwoners, voornamelijk moslims. Op 4 november 1948 werd het dorp door Israël ingenomen. De inwoners werden gedwongen te vertrekken.
Ahmed Yassin, de oprichter van Hamas, werd in 1936 geboren in Al-Jura.